# Rapsodia (música)
La rapsodia es una pieza musical característica del romanticismo compuesta por diferentes partes temáticas unidas libremente y sin relación alguna entre ellas. Es frecuente que estén divididas en secciones, una dramática y lenta y otra más rápida y dinámica, consiguiendo así una composición de efecto brillante. La forma de las partes integrantes de la rapsodia puede ser parecida a la de la fantasía.

## Ejemplos
Algunos ejemplos familiares darán una idea del carácter de la rapsodia:
| Artista                   | Tema                                                       |
| ------------------------- | ---------------------------------------------------------- |
| Queen                     | Innuendo                                                   |
| Bruce Springsteen         | Jungleland                                                 |
| Bruce Springsteen         | Thunder Road                                               |
| Serú Girán                | Eiti-Leda                                                  |
| Serguéi Rajmáninov        | Rapsodia sobre un tema de Paganini                         |
| Claude Debussy            | Première Rhapsodie                                         |
| Franz Liszt               | Rapsodias húngaras                                         |
| Johannes Brahms           | Rhapsodies for solo pianoforte, Second Rhapsody            |
| Emmanuel Chabrier         | España                                                     |
| Sergei Lyapunov           | Rhapsody on Ukranian Themes                                |
| Maksim Mrvica             | Croatian Rhapsody                                          |
| Claudio Rebagliati        | Rapsodia Peruana Un 28 de Julio                            |
| George Gershwin           | Rhapsody in Blue, Second Rhapsody                          |
| Astor Piazzolla           | Adiós Nonino                                               |
| George Enescu             | Romanian Rhapsody                                          |
| Edward German             | Welsh Rhapsody                                             |
| Ralph Vaughan Williams    | Norfolk Rhapsody No.1                                      |
| Maurice Ravel             | Rapsodie espagnole                                         |
| Queen                     | Bohemian Rhapsody                                          |
| Tenacious D               | Beelzeboss                                                 |
| Tonči Huljić              | Croatian Rhapsody                                          |
| John Serry Sr.            | American Rhapsody                                          |
| Aminollah Hossein         | Rhaspodies Persanes                                        |
| David Popper              | Hungarian Rhapsody                                         |
| Nagaru Tanigawa           | Suzumiya no taikutsu                                       |
| Lynyrd Skynyrd            | Free Bird                                                  |
| José Pablo Moncayo        | Huapango                                                   |
| Liquid Tension Experiment | Rhapsody in Blue                                           |
| Juan Vicente Torrealba    | Rapsodia llanera                                           |
| Pescado Rabioso           | Cantata de puentes amarillos                               |
| Ali project               | Venetian Rhapsody                                          |
| Muse                      | United States of Eurasia                                   |
| Muse                      | The Globalist                                              |
| Manuel M. Ponce           | Rapsodias Mexicanas                                        |
| MGMT                      | Siberian Breaks                                            |
| Mark Mancina              | August's Rhapsody in C major                               |
| Jinguji Ren               | Orange Rhapsody                                            |
| Manuel Penella            | Rapsodia Valenciana                                        |
| Richie Ray y Bobby Cruz   | Sonido Bestial                                             |
| Luis Humberto Salgado     | Rapsodia Ecuatoriana n.º 2 para piano                      |
| Luis Humberto Salgado     | Rapsodia Ecuatoriana n.º 1 En el templo del sol para piano |
| Radiohead                 | Paranoid Android                                           |
| Queen                     | The March of the Black Queen                               |
| Tino Casal                | Eloise                                                     |
| Andrea Bocelli            | Rapsodia                                                   |
| Wings                     | Band on the run                                            |
| Mauricio Redolés          | ¿Quién mató a Gaete?                                       |
| Forbidden Tropics         | Peruvian Rhapsody                                          |